# Daldinia graminis
Daldinia graminis är en svampart som beskrevs av Dargan & K.S. Thind 1985. Daldinia graminis ingår i släktet Daldinia och familjen kolkärnsvampar.   Inga underarter finns listade i Catalogue of Life.